# Дитерич (Илиноис)
Дитерич (енгл. Dieterich) град је у америчкој савезној држави Илиноис.

## Демографија
По попису из 2010. године број становника је 617, што је 26 (4,4%) становника више него 2000. године.
| Група             | 2000.       | 2010.       |
| Белци             | 587 (99,3%) | 607 (98,4%) |
| Афроамериканци    | 0 (0,0%)    | 0 (0,0%)    |
| Азијати           | 1 (0,2%)    | 0 (0,0%)    |
| Хиспаноамериканци | 2 (0,3%)    | 6 (1,0%)    |
| Укупно            | 591         | 617         |